# Polonnaruwa (distrikt)

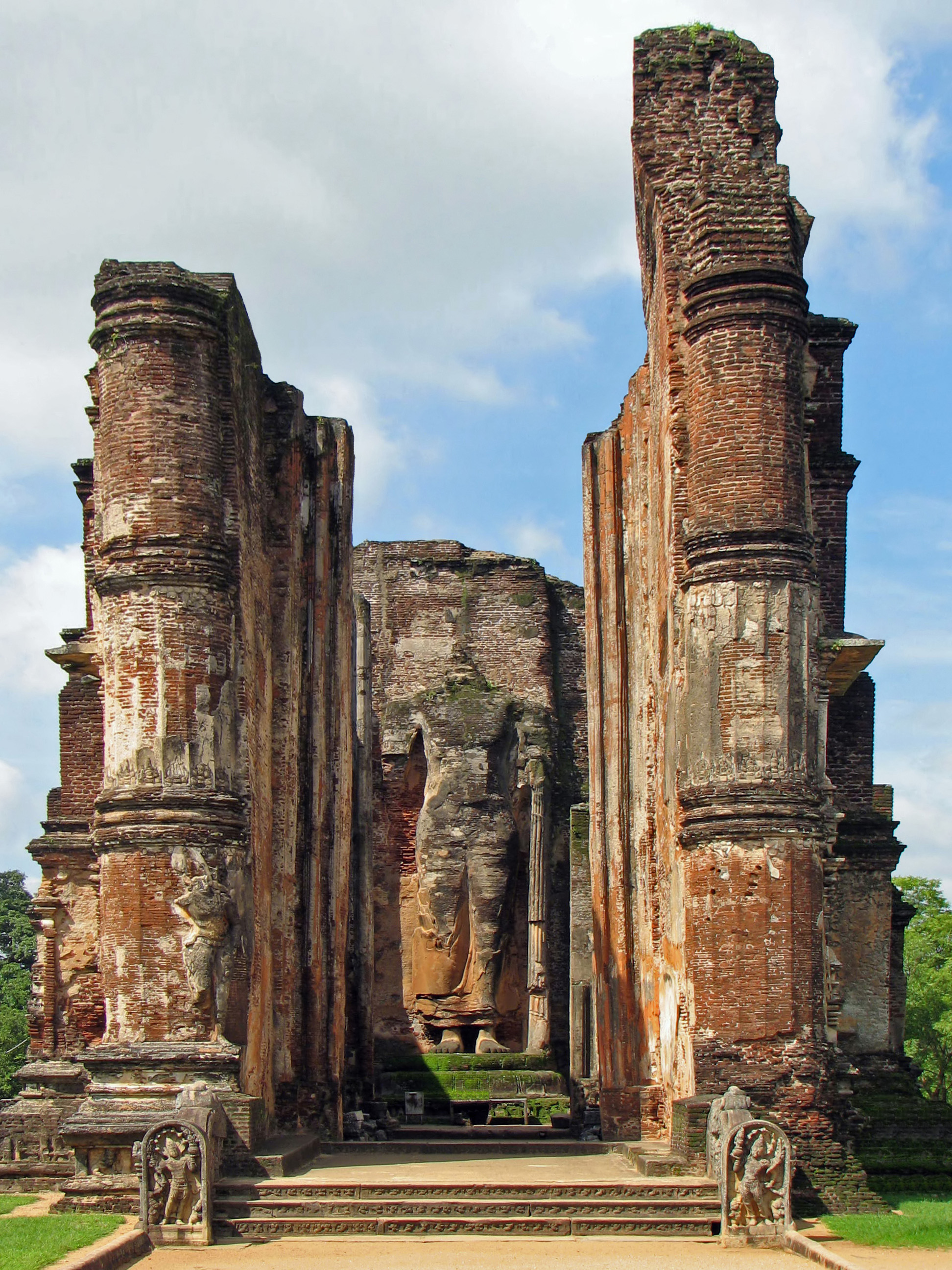
Lankatilaka Vihara, Polonnaruwa

Polonnaruwadistriktet inom Sri Lanka.

Polonnaruwa-distriktet är ett distrikt i Norra Centralprovinsen på Sri Lanka. Distrikthuvudstaden är Polonnaruwa som även är den största staden i distriktet.

## Demografi

### Etnicitet
Majoriteten av befolkningen är singaleser, medan en minoritet är tamiler.

### Religion
Enligt folkräkningen 2011 var 89.7% befolkningen buddhister, 7.5% var muslimer, 1.7% hinduer och 1% kristna.